# Косатка (млекопитающее)
Коса́тка (лат. Orcinus orca) — вид китообразных из семейства дельфиновых (дельфинов) парвотряда зубатых китов. Единственный современный представитель рода косаток. Признан самым крупным представителем своего семейства и единственный среди современных китообразных настоящий хищник, преследующий теплокровных животных.
Ископаемые остатки второго вида †Orcinus citoniensis, из рода Orcinus, были обнаружены в Италии (Тоскана) в плиоценовых отложениях.

## Название
Латинское orca предположительно происходит от греч. ὄρυξ — этим словом Плиний Старший обозначил некоего хищника, который мог быть как косаткой, так и кашалотом. Английское название killer whale («кит-убийца») косатка получила в XVIII веке вследствие неправильного перевода испанского названия косатки — asesina ballenas («убийца китов»).
Наряду с названием «косатка» в словарях, изданных ранее, зафиксирован равноправный вариант написания «касатка», хотя касатками обычно называют один из видов ласточки, а также рыб семейства косатковых (Bagridae).
Научное название рода неоднократно изменялось, прежде чем пришло к современному стабильному варианту Orcinus orca. Наиболее часто встречается устаревшее название Orca Gray, 1846. Оно было отвергнуто как младший омоним названия, Orca Wagler, 1830, предложенное для другого рода дельфинов (ныне Hyperoodon Lacépède, 1804), и заменено на самый старший из подходящих синонимов: Orcinus Fitzinger, 1860.

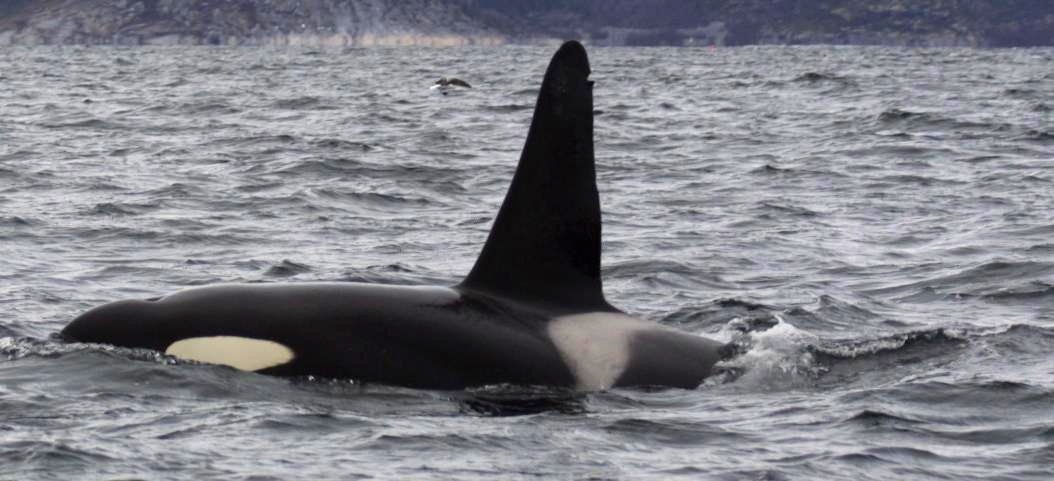
Спинной плавник самца косатки

## Внешний вид
Косатки — крупнейшие плотоядные дельфиновые; отличаются от других дельфиновых контрастным чёрно-белым окрасом. Самцы косаток достигают в длину 10 м и имеют массу до 8 т, самки — до 8,7 м длины. Спинной плавник у самцов высокий (до 1,5 м) и почти прямой, а у самок — примерно вдвое ниже и загнут. В отличие от большинства дельфинов, грудные ласты у косатки не заострённые и серповидные, а широкие и овальные. Голова короткая, уплощенная сверху, без клюва; зубы массивные, длиной до 13 см, приспособленные к разрыванию крупной добычи.

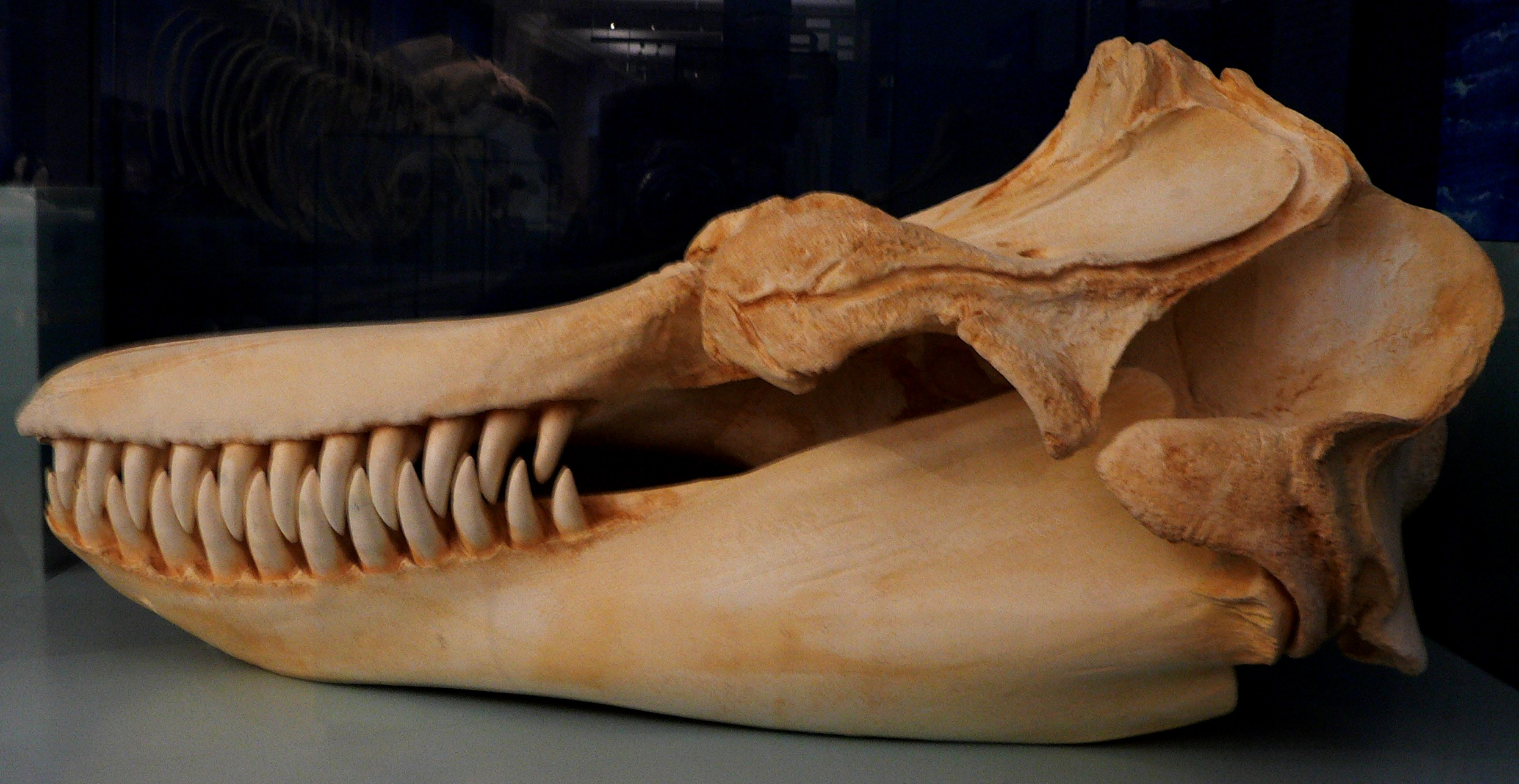
Череп косатки

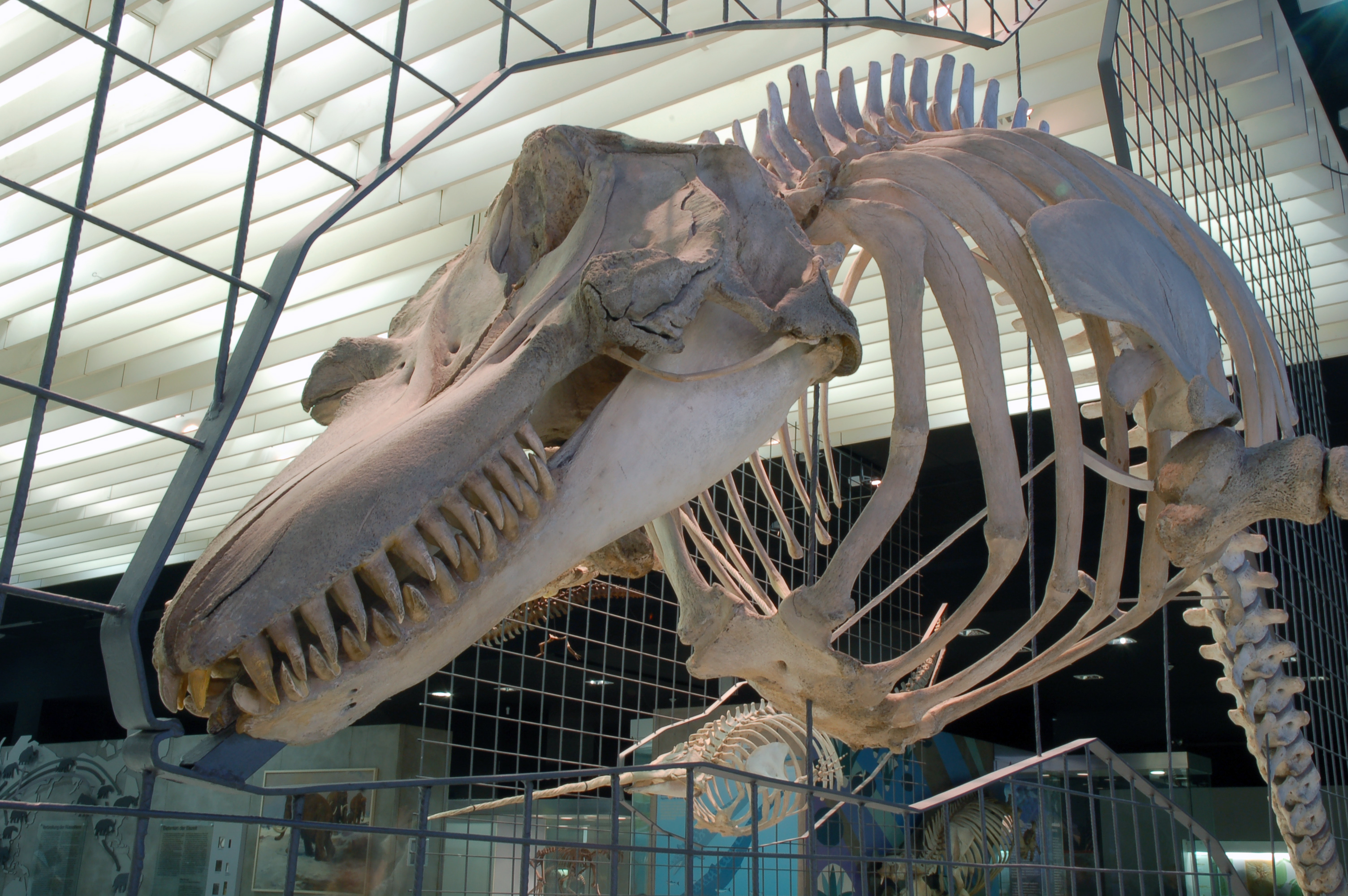

Окраска спины и боков у косатки чёрная, горло белое, на брюхе — белая продольная полоса. У некоторых форм антарктических косаток спина темнее боков. На спине, позади спинного плавника, есть серое седловидное пятно. Над каждым глазом имеется по белому пятну.
В водах Арктики и Антарктики белые пятна могут приобретать желтовато-зеленоватый или бурый оттенок из-за покрывающей их плёнки диатомовых водорослей. Форма пятен у косаток настолько индивидуальна, что позволяет идентифицировать отдельных особей. Кроме того, на севере Тихого океана встречаются полностью чёрные (меланисты) и белые (альбиносы) особи.

Самцы косатки достигают в длину 9—10 м

## Органы чувств
В 1972 году было установлено, что верхний порог слышимости у косатки — 31 кГц, что значительно ниже, чем у афалин. Диапазон наибольшей чувствительности был зафиксирован от 5 до 30 кГц. Исследование 1999 года показывает, что наибольшая чувствительность слуха косатки соответствует частоте 20 кГц, однако обнаружен отклик обеих обследовавшихся косаток на звуки частоты 100 кГц.

## Распространение
Косатка распространена практически по всему Мировому океану, встречаясь как вблизи берегов, так и в открытых водах, но придерживается в основном 800 км прибрежной полосы. В ареал не входят Чёрное, Азовское, Восточно-Сибирское и море Лаптевых. В тропиках она встречается реже, чем в холодных и умеренных водах. В России — обычно у Курильской гряды, Командорских островов и вообще у Камчатки (чаще всего встречаются в Авачинском заливе, у мыса Зеленый).

## Образ жизни и питание
Косатка — хищник с широким спектром питания, и каждая отдельная популяция обладает довольно узкой пищевой специализацией. Так, некоторые популяции Норвежского моря специализируются на сельди и каждую осень мигрируют вслед за ней к побережью Норвегии; другие популяции в том же районе охотятся преимущественно на ластоногих. При этом пищевые пристрастия определяют социобиологические особенности популяций.
Уровень внутривидового насилия у косаток стремится к нулю, что выделяет их среди многих других млекопитающих.

## Разновидности
При изучении канадских косаток были выделены следующие их разновидности, отличающиеся друг от друга внешне, социо-биологически и генетически:
| Рыбоядные (резидентные или косатки R-типа) (resident), оседлые             | Это наиболее часто встречающаяся из трёх популяций в прибрежных водах северо-восточной части Тихого океана. Диета состоит в основном из рыбы и иногда из головоногих моллюсков, они живут сплочёнными семейными группами со сложной структурой взаимоотношений. Седловидное пятно в форме серой или белой области вокруг спинного плавника часто содержит чёрную окраску. У самок характерно наличие округлых кончиков спинного плавника, которые заканчиваются острой верхушкой. Последовательно посещают одни и те же районы, отсюда название. Среди всех морских млекопитающих одними из наиболее интенсивно изучаемых являются популяции косаток в районе Британской Колумбии и штата Вашингтон. Исследователи присвоили индивидуальные клички более чем 300 особям резидентных косаток за последние 30 лет.                                                                    |
| Плотоядные (транзитные или косатки T-типа) (transient), кочевые прибрежные | Диета состоит почти исключительно из морских млекопитающих, главным образом, ластоногих. Обычно путешествуют небольшими группами, от двух до шести особей, и имеют менее устойчивые семейные связи, чем резидентные особи. Общаются на менее сложных диалектах, нежели резидентные особи. Голос характеризуется меньшим разнообразием звуков. Седловидные пятна транзитных косаток сплошные и равномерно серые. Женские особи характеризуются более треугольными и острыми спинными плавниками. Зоны миграции простираются вдоль побережий; на Тихоокеанском побережье США были замечены от юга Аляски до Калифорнии. Транзитных косаток иногда называют «косатками Бигга» в честь цетолога Майкла Бигга. |
| Оффшорные (offshore), кочевые глубоководные                                | Третья популяция косаток в северо-восточной части Тихого океана была обнаружена в 1988 году, когда исследователь горбатых китов наблюдал за ними в открытом море. Как следует из их названия, они путешествуют вдали от берега и питаются в основном рыбой. Однако, поскольку они имеют большие спинные плавники с рубцами и вмятинами, напоминающие таковые у транзитных, охотящихся на млекопитающих, не исключено, что они также питаются млекопитающими и акулами. В основном они встречались у западного побережья острова Ванкувер и недалеко от архипелага Хайда-Гуай. Обычно живут группами по 20-75 особей, время от времени встречались группы до 200 особей. Их образ жизни изучен мало, но генетически они отличаются и от резидентных, и от транзитных косаток. Являются самыми маленькими, а самки характеризуются непрерывно округлённым кончиком спинного плавника. |

### Экотипы косаток северной части Тихого океана
В настоящий момент, согласно позиции Международной Красной книги об исчезающих видах, косатка является единым видом, распространённым практически повсеместно. Тот же официальный источник признаёт, что в некоторых районах косатки делятся на обособленные формы, в частности в северной части Тихого океана на т. н. «резидентных» и «транзитных» косаток, отличающихся пищевыми предпочтениями, а также социальной структурой и особенностями морфологии. «Резидентные» и «транзитные» косатки в природе не общаются и не спариваются, хотя нередко встречаются в одних и тех же районах. Анализ геномов «резидентных» и «транзитных» косаток показал, что между этими формами отсутствует перекрёстное скрещивание, по крайней мере, на протяжении последних 100 тысяч лет.

### Принцип ведения охоты

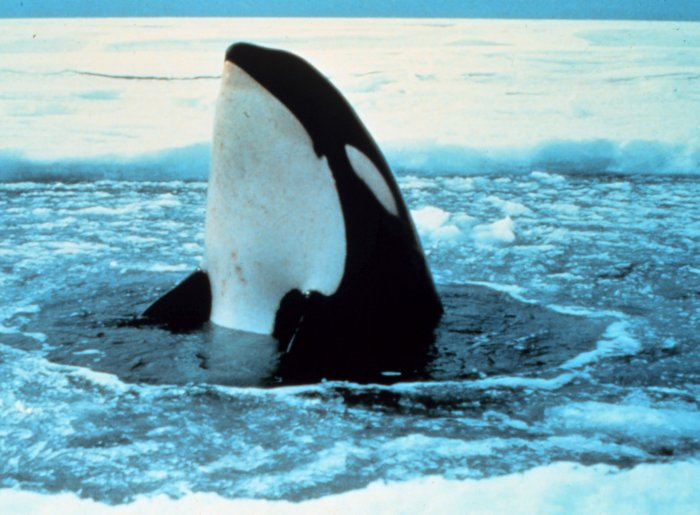
Косатка, высунув голову из воды, осматривает окрестности

Косатка является вершиной пищевой цепи в морской живой природе, которая практически не имеет соперников. Тем не менее у косаток, как у очень высокоразвитых морских млекопитающих, в обиходе приняты сложные тактические и даже стратегические схемы, которые используются стаями для добычи пропитания.
Так, в поисках рыбы стаи косаток обычно разворачиваются в цепь и плывут со скоростью около 5 км/ч. При этом эхолокационные сигналы позволяют каждому животному определять своё положение относительно других, оставаться в контакте с ними и участвовать в общей деятельности группы. Обнаруженный косяк рыбы косатки прижимают к берегу или сгоняют в плотный шар у поверхности воды, по очереди ныряют в его середину и глушат рыбу ударами хвоста (карусельный метод). Поскольку для загонной охоты требуется большая стая охотников, группировки косаток включают в себя в среднем от 5 до 15 особей.

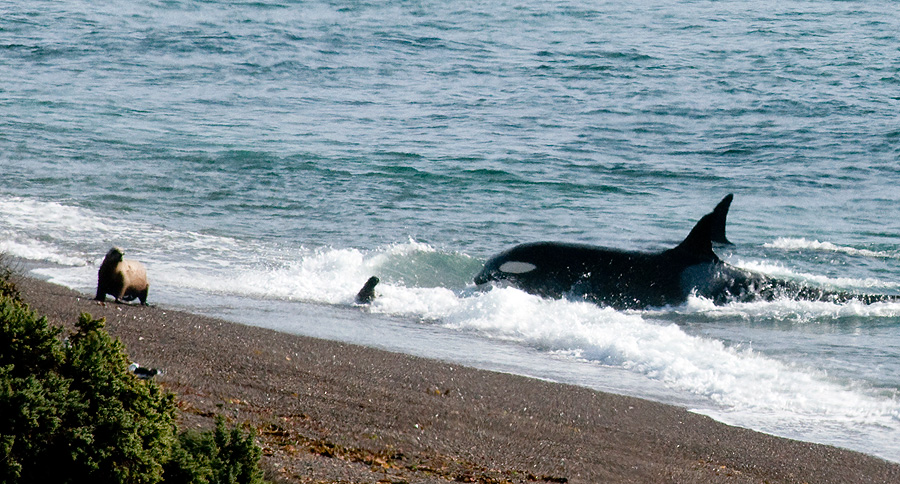
Охота на морских львов, купающихся близ берега

Для охоты на средних и крупных млекопитающих, в частности ластоногих, требуется заметно меньшее число участников — от одной до пяти особей. Наиболее зрелищный метод охоты — выбросы косаток на берег, на лежбища морских львов, регулярно происходящие у берегов Патагонии. На тюленей косатки устраивают засады, используя рельеф дна рядом с лежбищами, причём охотится только один самец, а остальные животные ждут в отдалении. Мелких дельфинов косатки загоняют поодиночке или окружая стаю дельфинов силами нескольких групп.

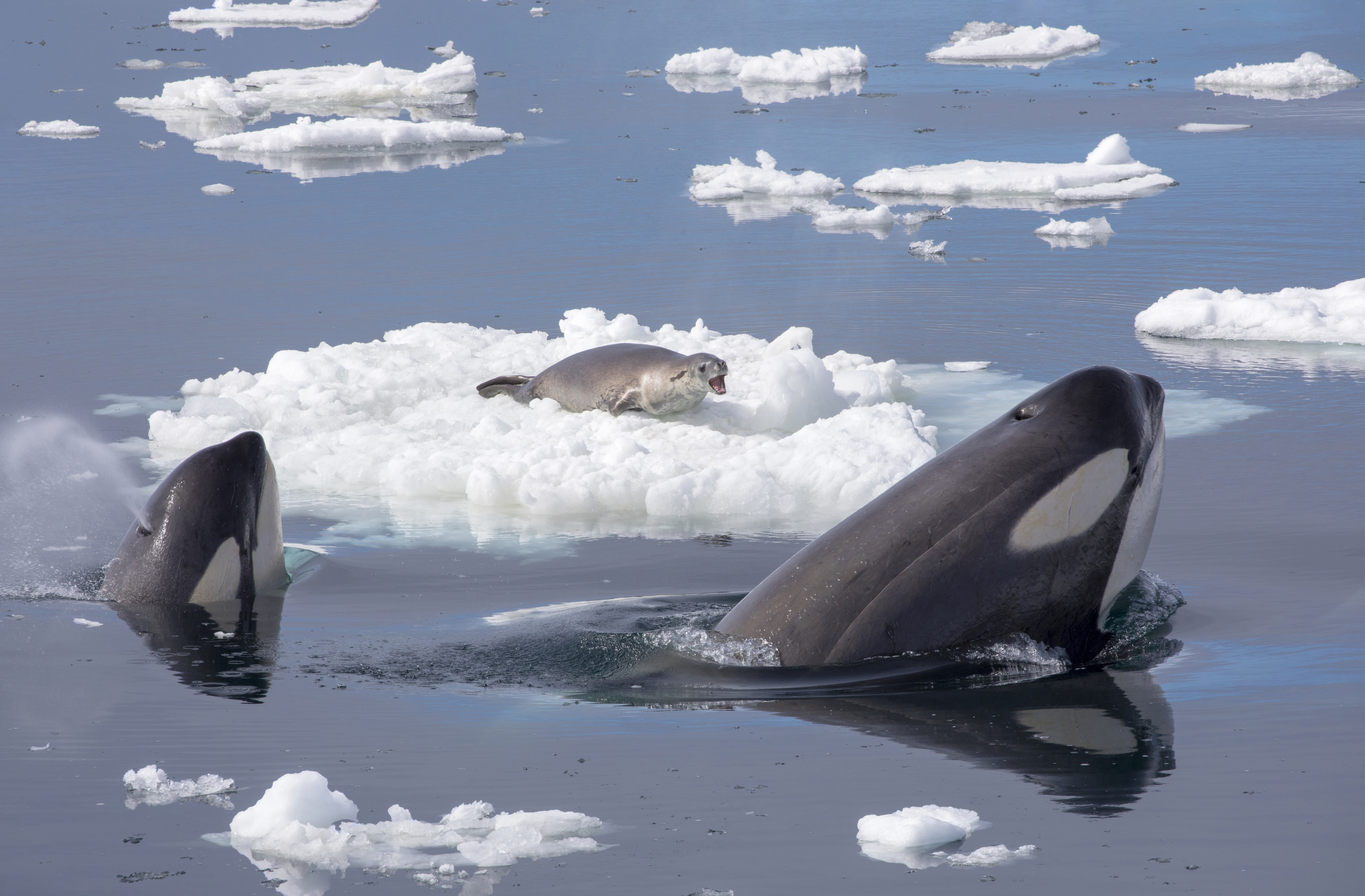
Охота на тюленя, отдыхающего на льдине

При охоте за тюленями или пингвинами, плывущими на льдине, косатки либо подныривают под льдину и бьют по ней, либо, выстроившись в линию, синхронными движениями мощных хвостовых плавников создают направленную высокую волну, которая смывает добычу в море. Косатки с детства обучены своими матерями разнообразным навыкам охоты и вполне могут действовать самостоятельно, вне стаи. Для этого они способны производить визуальную и акустическую разведку надводной обстановки в прибрежной зоне, высовывая голову из воды и обозревая окрестности на предмет потенциальной добычи на берегу и прислушиваясь к знакомым звукам, издаваемым потенциальной добычей. Чтобы привить детёнышу способность легко управляться с добычей на берегу, мать силой выталкивает детёныша на мелководье или вообще на сушу, и наблюдает за ним из воды, если детёныш не в состоянии справиться с паникой и самостоятельно вернуться в воду, она выныривает из воды и утаскивает его за собой, после чего повторяет урок до тех пор, пока обучаемый не будет себя чувствовать уверенно на берегу.

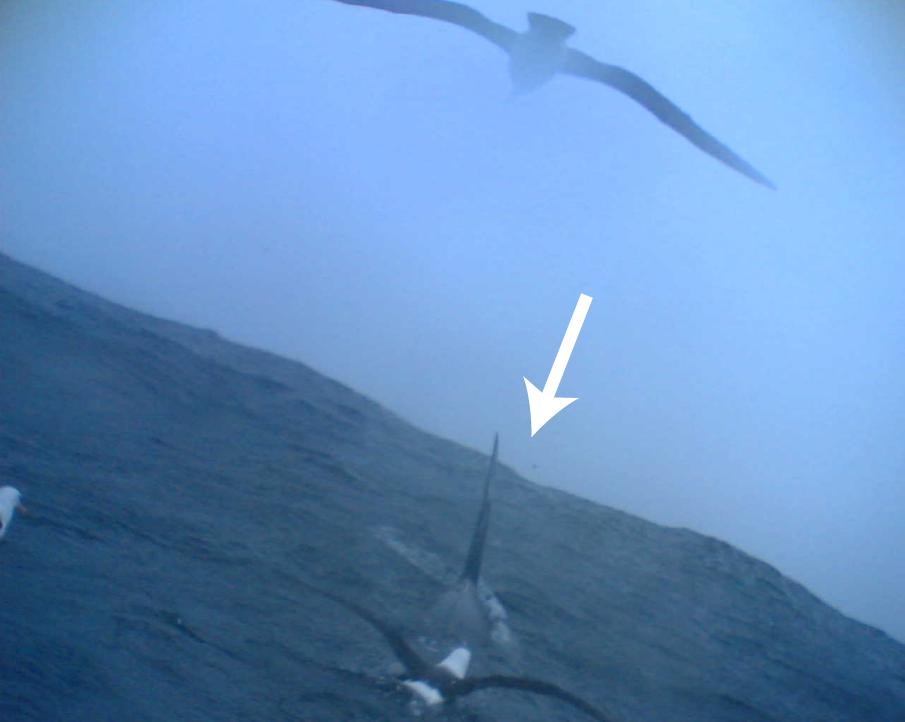
Косатка на своих охотничьих угодьях вместе со своим летающим спутником — чернобровым альбатросом

Прирождённые охотники, кроме своих естественных способностей обнаруживать морскую добычу эхолокационным способом, косатки формируют охотничий симбиоз с некоторыми хищными морскими птицами, в частности с чернобровым альбатросом, по поведению стай которого они судят о богатстве того или иного водного района на рыбу. Птицы, хорошо видящие свысока движущиеся в толще вод косяки рыбы, выполняют в этом тандеме функцию воздушной разведки. Периодически всплывая, слыша птичье кряканье и видя повышенную активность альбатросов над водой, косатки судят о том, что эти охотничьи угодья богаты на добычу. Альбатросы, в свою очередь, заинтересованы в прибытии косаток, поскольку те сгоняют рыбу ближе к поверхности воды, где её проще выловить.
В нападении на крупных китов участвуют преимущественно самцы. Они одновременно набрасываются на жертву, кусают её за горло и плавники, пытаясь не дать ей подняться к поверхности. Но при нападении на самок кашалота, наоборот, стараются помешать жертве уйти в глубину (самцов кашалота косатки избегают, поскольку сила их велика, а челюсти способны нанести смертельную рану).

Сопоставление размеров молодой особи косатки и крупной белой акулы

Обычно они пытаются отделить одного кита от стада или отбить детёныша от матери, что удаётся далеко не всегда, так как киты способны эффективно защитить себя и своё потомство (например, в Антарктике инспекторы, облетавшие на малой скорости районы китобойного промысла, наблюдали, как крупные полосатики успешно отгоняли косаток, которые приближались к китовым детёнышам). Довольно часто косатки не съедают кита целиком, выедая только язык, губы и горло. Кроме китов, косатки охотятся на белых акул, в которых с одной стороны усматривают пищевого конкурента, с другой очень ценят акулью печень за содержащиеся в ней питательные ферменты. Самка косатки, используя приёмы охоты, в состоянии в одиночку справиться с большой белой акулой, которая не намного меньше её самой.

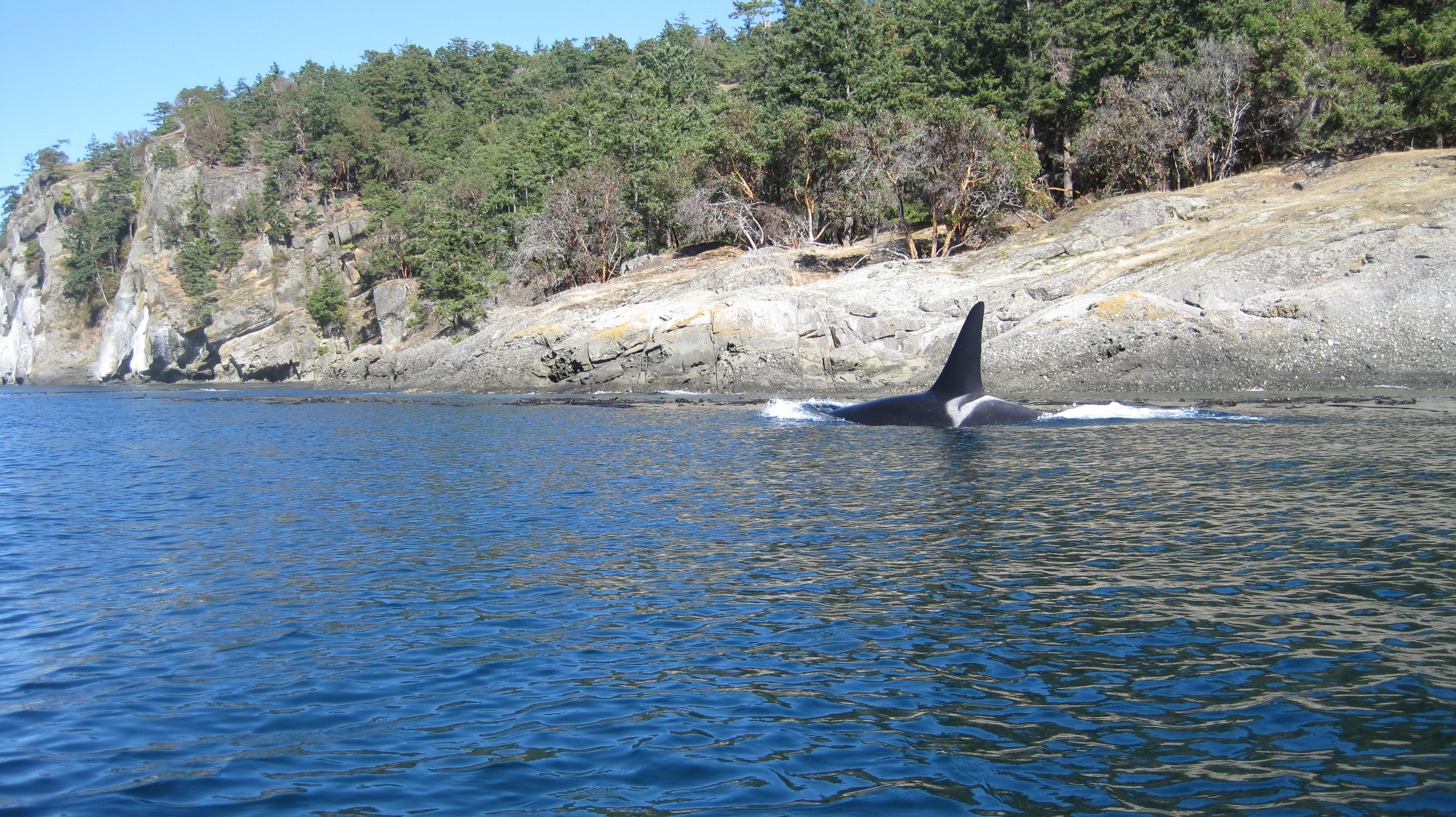
Патрулирование береговой полосы в поисках дичи

Обучение молодых особей охотничьим приёмам играет важную роль в жизни косаток. Каждая стая имеет свои собственные охотничьи традиции, передаваемые из поколения в поколение.
Существует теория о том, что «транзитные» косатки издают меньше звуков, поскольку морские млекопитающие способны их услышать. Согласно смежной теории, если ориентация в пространстве и выслеживание добычи «резидентными» косатками происходит за счёт активной эхолокации, то «транзитные» ориентируются за счёт пассивного прослушивания шумов океана.
Суточная потребность косатки в пище составляет 50-150 кг.

## Социальная структура
| Killer_whale.ogg |
|                  |
| зов косатки      |

| Killer_whale_simple.ogg |
|                         |
| зов косатки             |

| Killer_whale_residents_broadband.ogg |
|                                      |
| общение резидентных косаток          |

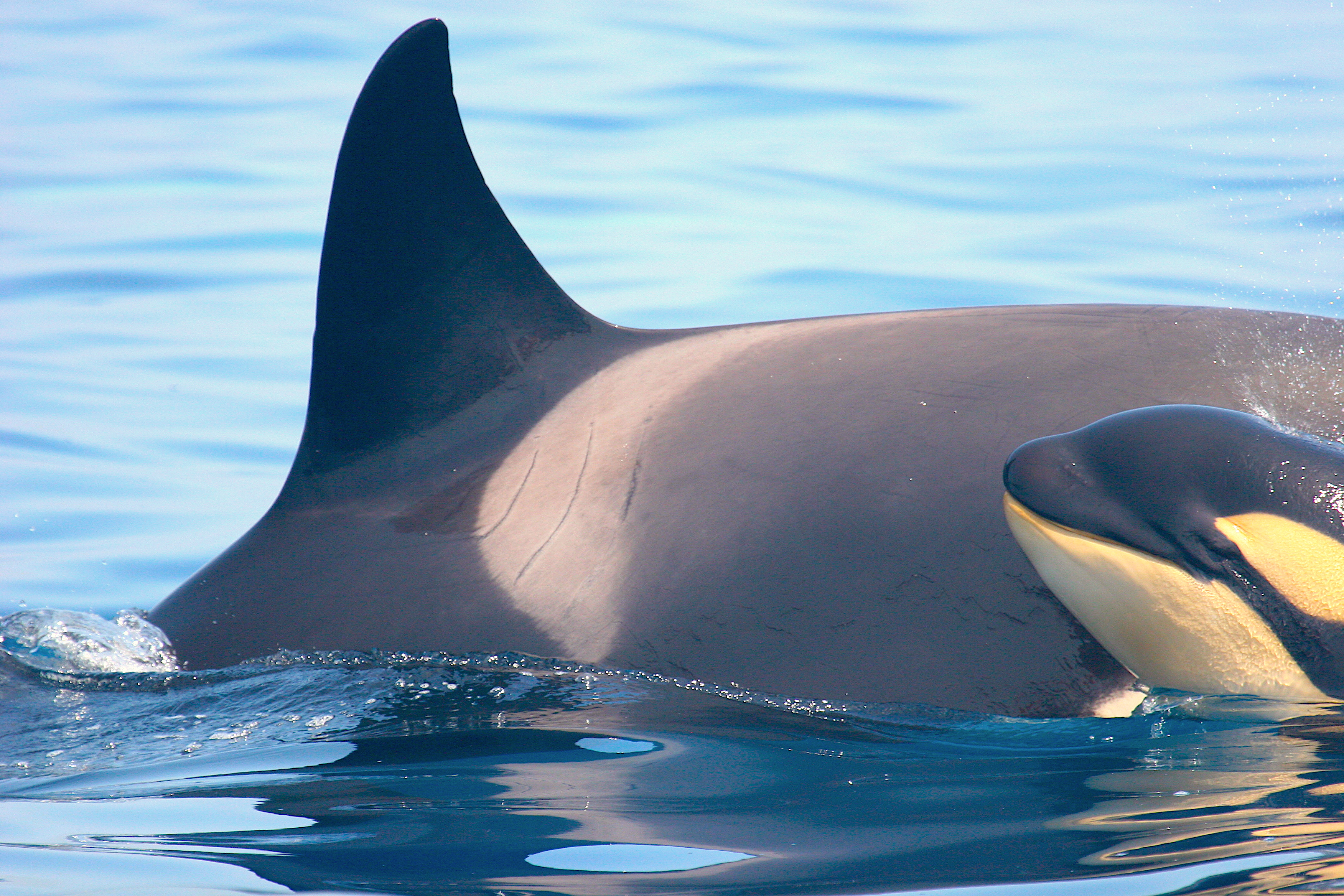
Самка с детёнышем

Косатки обладают сложной социальной организацией, которая уступает по сложности внутренних и внешних социальных связей только социальным структурам слонов и высших приматов. Её основой является матриархальная группа (семья), обычно состоящая из самки с детёнышами разного возраста и взрослых сыновей. Несколько семей, возглавляемых родственницами (дочерьми, сёстрами или кузинами, крайне редко братьями), составляют группировку или стаю. В одну группировку в среднем входит 18 особей, и её члены сильно привязаны друг к другу. Самцы резидентных косаток практически всегда всю свою жизнь живут вместе с матерью. Самцы транзитных косаток изредка покидают свою материнскую стаю и прибиваются к другой, в которой есть одинокие самки репродуктивного возраста. Несмотря на это, самцы обоих видов косаток больше привязаны к своим матерям, нежели к спутницам. Культ матери и её авторитет для косаток являются непререкаемыми. Семья строится на верности матери, а не супружестве. Соответственно сыновней привязанности, матери свирепо защищают своих сыновей.
Каждая группировка обладает собственным вокальным диалектом, который включает в себя как звуки, издаваемые только животными данной группировки, так и общие для всех косаток. Очень устойчивая группировка, тем не менее, может распадаться на несколько частей, особенно во время поисков пищи. Несколько группировок косаток могут объединяться для совместной охоты или различных социальных взаимодействий. Поскольку все члены одной группировки являются роднёй друг другу, спаривание у косаток предположительно происходит в моменты объединения нескольких группировок.
Отношения между косатками внутри стаи крайне дружелюбные и неагрессивные. В самом крайнем случае возмущённая особь может хлопнуть по поверхности воды хвостовым или грудными плавниками. Здоровые косатки заботятся о старых, больных или покалеченных сородичах.

## Размножение

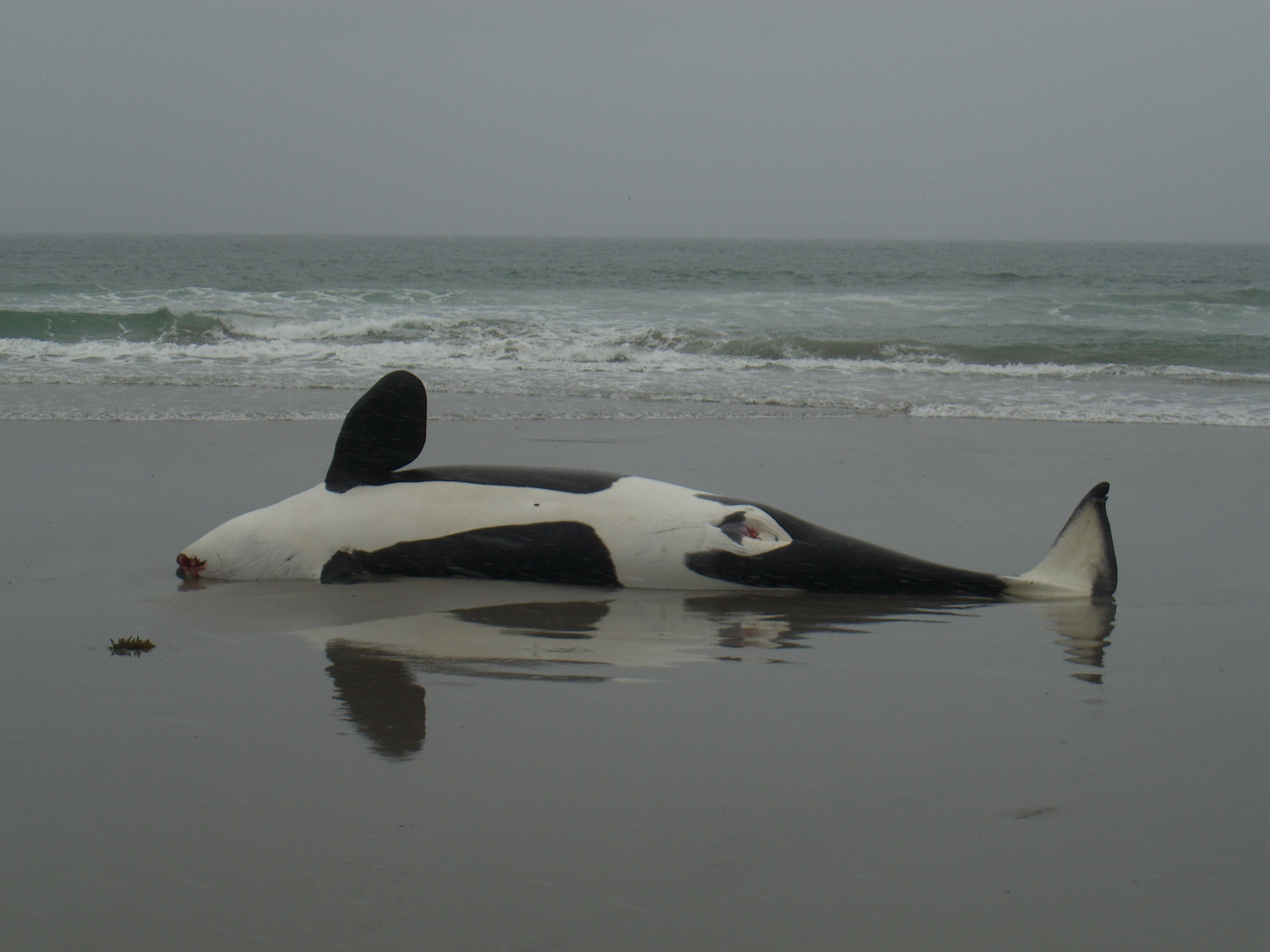
Косатка, выброшенная на берег

Половое созревание наступает примерно к 12—14 годам. Средняя продолжительность жизни приблизительно равна человеческой: считается, что средняя продолжительность жизни этих животных составляет 50 лет для самцов и 75—100 лет для самок. Но в неволе эти числа сокращаются в два-три раза.
Размножение изучено мало. Предположительно спаривание у косаток происходит в летние месяцы и в начале осени. Продолжительность беременности точно не установлена, хотя считается, что она длится 16—17 месяцев. Длина тела новорождённых 2,5—2,7 м. Минимальный срок между рождением двух детенышей составляет 2 года, но чаще самки рожают ещё реже, примерно раз в 5 лет. Как и среди многих других хищников, чтобы пробудить у молодой матери интерес к повторному зачатию и возобновить её цикл, добивающийся её самец может прибегнуть к убийству младенца, зачатого ею от предыдущего партнёра. Однако, как показывают результаты наблюдений, это вовсе не означает, что молодая мать останется безучастно наблюдать за процессом убийства её детёныша. С высокой вероятностью, движимая материнским инстинктом, она свирепо набросится на своего кавалера. В течение жизни самка рождает до 6 детёнышей, прекращая размножаться приблизительно в сорокалетнем возрасте.
Косатки и гринды являются двумя из немногих видов млекопитающих (включая человека), у которых женские особи проходят через период менопаузы и живут в течение многих десятилетий после того, как теряют способность к зачатию.

## Отношения с человеком
Их коммерческая добыча была запрещена в 1982 году введением моратория. Однако он не распространяется на китобойный промысел коренных народов и на отлов косаток в научно-просветительских целях.
Рост популяции человека, сопровождающийся увеличением объёмов рыболовного и зверобойного промыслов, сформировал у добытчиков восприятие косатки как опасного конкурента их бизнесу.
В естественной среде обитания косатки не проявляют страха перед человеком, но достоверных случаев гибели человека в результате нападения косатки в дикой природе неизвестно, что свидетельствует о том, что как еда человек им безынтересен.

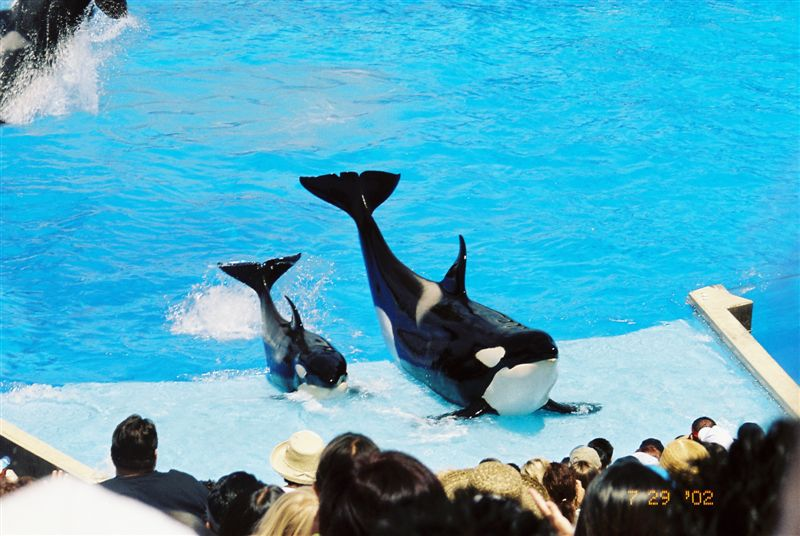
Самка косатки с детёнышем в океанариуме

Вопреки представлениям о косатках как о больших и дружелюбных дельфинах, в неволе они периодически проявляют агрессию, но обычно не проявляют её по отношению к дельфинам и тюленям, содержащимся вместе с ними в одном бассейне. Известны отдельные случаи гибели дрессировщиков от нападения косаток.

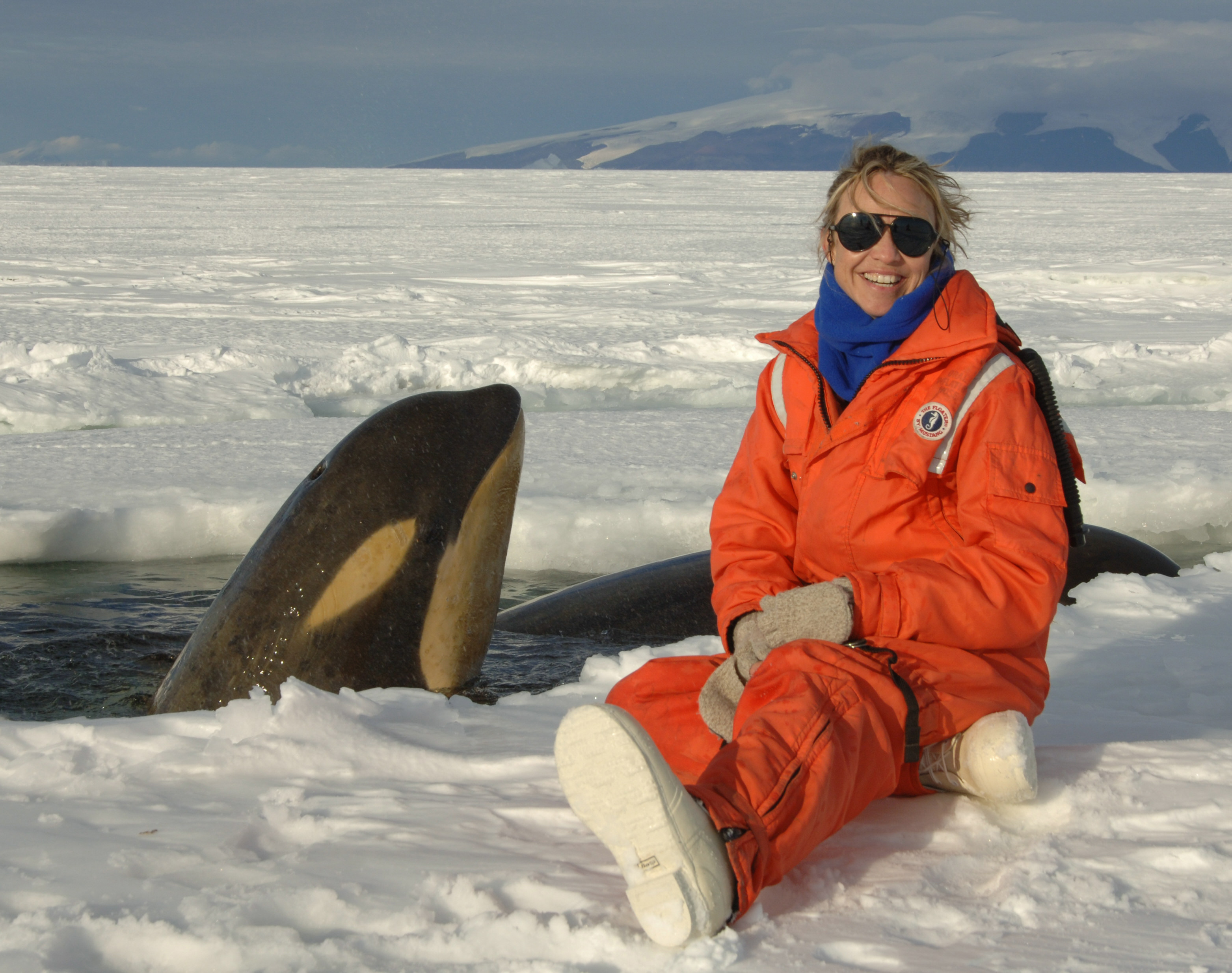
Детёныш косатки и сотрудница НОАА Лиза Бэлланс в Антарктике

Тем не менее, все задокументированные случаи нападения косаток на людей (в том числе с летальным исходом) не ставили перед собой целью пропитание. Расследование случаев агрессии косаток сотрудниками океанариумов для установления причин агрессии показало, что нападения на людей, в том числе на тех из них, с которыми нападавшие ранее поддерживали дружеские отношения, происходили либо из-за разлуки косаток с их супругами и детёнышами по решению руководства океанариумов, а также от тоски вследствие одиночества и отсутствия полового партнёра в брачный сезон, либо от стрессовых факторов пребывания в неволе. В ряде случаев установить точную причину нападения не удалось, и они были отнесены к проявлениям немотивированной агрессии. Во всех случаях нападения на людей косатки прибегали к своей привычной охотничьей тактике затягивания жертвы под воду и препятствованию всплытию. Если нападавших было несколько, то у нападения была особь-инициатор, остальные особи включались в процесс неосознанно из стадного инстинкта и травм не наносили, а лишь содействовали в утоплении жертвы. Вскрытие погибших показало, что причиной смерти в 100 % летальных случаев являлось утопление и иногда многочисленные тупые и рваные травмы от укусов и таранных ударов с разгона. После убийства в течение получаса или нескольких часов агрессия идёт на спад, и через какое-то время нападавшая особь допускает в бассейн других людей, чтобы они могли забрать тело погибшей жертвы, а со временем снова идёт на контакт с людьми. Во всех случаях со смертельным исходом тела погибших были извлечены не по частям, а одним целым. Попыток съесть жертву целиком, откусить от неё конечность, разжевать туловище жертвы своими мощными челюстями нападавшие косатки не предпринимали, и случаи убийства ими людей можно охарактеризовать как осуществлённые наименее брутальным и травматичным для погибших способом. Это свидетельствует о том, что косатки — животные с высокоразвитой психикой, и причины агрессии с их стороны не сводятся к банальному поиску корма, защите территории и другим примитивным поводам для нападения.
Раздражительными и агрессивными косатки становятся не только в период размножения. Причиной проявления такого поведения могут стать гены косатки, скука, стресс от пребывания в условиях замкнутого пространства, изоляция от естественной среды обитания высокоразвитого социального животного, пищевая депривация, необходимая для положительного подкрепления, как метода обучения.
Следует, однако, помнить о том, что косатки — прирождённые охотники. Охотничьи инстинкты заложены в них от рождения, и игривость может сочетаться с охотой. Свидетельством этого может служить следующая ситуация: в 2011 году группа исследователей, занимавшихся по заказу канала Би-би-си съёмками документального фильма «Замёрзшая планета», во время съёмок косаток с 5-метровой надувной резиновой лодки подверглась традиционному способу смывания косатками пингвинов и тюленей со льдины — косатки нагоняли волну, которая раз за разом заливала и раскачивала лодку, и находящимся в ней людям оставалось только спешно вычерпывать набежавшую воду. За две недели съёмок исследователи зафиксировали свыше двадцати случаев охоты косаток на тюленей, проплывавших неподалёку на льдинах. При этом подвергшиеся попытке «смыва» исследователи отметили, что косатки вели себя по отношению к ним крайне дружелюбно и попыток протаранить или перевернуть небольшую лодку своим могучим туловищем или сбить с неё людей хвостом не делали, воспринимали людей доброжелательно и с познавательным интересом, но заложенные в них инстинкты заставляли их воспринимать резиновую лодку как льдину с пингвинами и вести себя соответствующим образом.
Косатки незлобивы, но мстительны за пережитое и за пострадавших сородичей. Члены стай, пострадавших от китобойного промысла, затаивают обиду и могут впоследствии вымещать её на встреченных ими плавсредствах эквивалентного размера запомненным ими малотоннажных китобойных судов. Опыт изучения зафиксированных случаев нападений зарубежными исследователями свидетельствует, что атаковать плавсредства косатки могут, даже если они крупнее их самих. При этом сами китобои в их восприятии не ассоциируются с судами, на которых они ходят, что говорит о том, что косатки воспринимают суда как самостоятельную сущность, а не рукотворное средство людей, и объектом своего отмщения они выбирают именно суда, а не людей. К людям на плавсредствах они относятся нейтрально. Так, например, 15 июня 1972 года стая косаток напала и протаранила 13-метровую шхуну «Люсетт» с семьёй Робертсонов на борту. Течь от удара, возникшая в деревянном корпусе, в скором времени привела к потоплению судна в 320 км от берега. Робертсоны перебрались на небольшую надувную спасательную шлюпку и деревянную лодку, использовавшуюся в дальнейшем ими как импровизированный буксир, шедший под самодельным парусом. Добившись потопления неприятельского судна, косатки вскоре покинули водный район и попыток атаковать шлюпку и лодку вместе с находящимися на них людьми не предпринимали, дав им беспрепятственно добраться до берега.

### Полемика вокруг содержания в неволе
Сам вопрос содержания косаток в неволе является спорным, так как в последнее время отловленные косатки используются в качестве звёзд различных шоу в морских парках, таких как «SeaWorld», «Marineland» и т. д. В Marineland 4 косатки, показывающие представления, родились в парке.

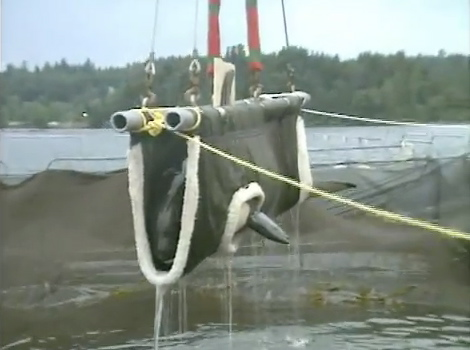
Транспортировка косатки по воздуху

В настоящее время в США идёт активная борьба за запрет на содержание косаток в неволе: в штате Калифорния на рассмотрении закон, запрещающий эксплуатацию как цирковых животных; в штате Нью-Йорк запрещено содержание представителей этого вида в аквариумах и морских парках.
До недавнего времени в России отлов косаток не производился, пока в 2012 и 2013 годах на Дальнем Востоке не были отловлены первые косатки для последующего использования в культурно-просветительских целях.
Две из них, получившие имена Нарния и Норд, были доставлены в Москву для открывшегося 5 августа 2015 года на территории Выставки Достижений Народного Хозяйства (ВДНХ) Центра океанографии и морской биологии «Москвариум». Позднее к ним присоединилась третья косатка, доставленная специальным рейсом из Владивостока. Косатка получила сценическое имя Джульетта.
В конце 2018 — начале 2019 года разразился скандал, связанный с условиями содержания белух и косаток в Центре адаптации морских млекопитающих в бухте Средняя. Ситуация полностью разрешилась выпуском всех косаток в Охотское море. Одна часть белух была также выпущена в Охотском море, а другая часть в Японском море. Такое сложное решение было принято в связи с невозможностью доставки животных к месту выпуска в Хабаровском крае, вследствие разлива р. Амур после прошедшего тайфуна и начавшимися осенними штормами в Охотском море.

## Статус популяции и охрана

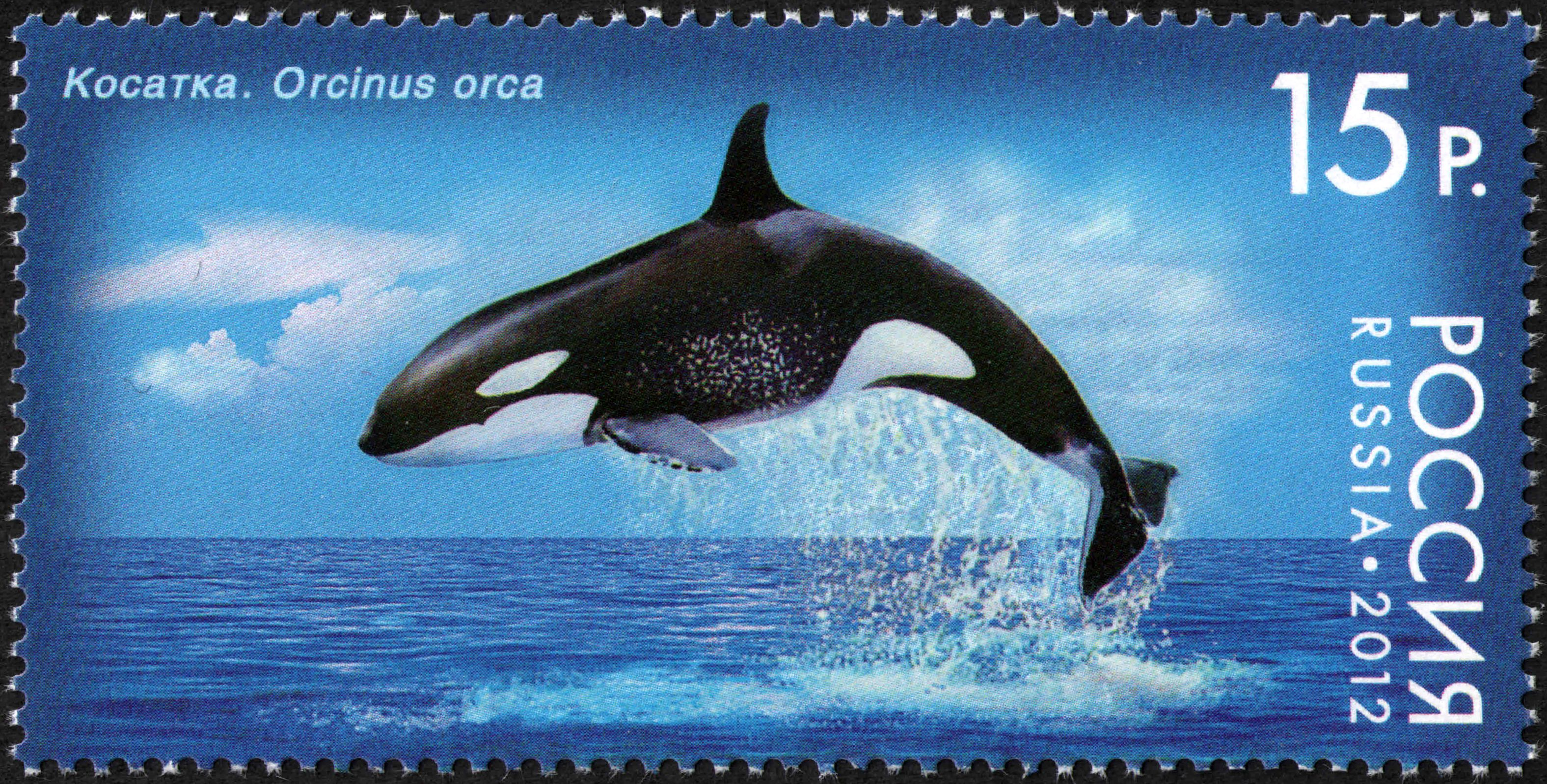
Почтовая марка России, 2012

Скульптура «Орка» — дар Виктории Хабаровску

Точные данные об общей численности отсутствуют. Минимальная общая численность оценивается в 50 тыс. косаток. Местные популяции предположительно оцениваются в 25 тыс. в Антарктике, 8,5 тыс. — в тропических широтах Тихого океана, 2,5 тыс. — на северо-востоке Тихого океана, от 500 до 1,5 тыс. — у берегов Норвегии и до 2 тыс. — у берегов Японии.

## В культуре
- «Изгнание владыки» — научно-фантастический роман Г. Адамова, 1946 год.
- «Остров дельфинов» (англ. Dolphin Island) — научно-фантастический роман Артура Кларка, 1963 год.
- «Наму: кит-убийца» (англ. Namu, the Killer Whale) — семейный фильм о косатке Наму, режиссёр Ласло Бенедек, 1966 год.
- «Вечный ветер» - научно-фантастическая повесть Сергея Жемайтиса, 1970 год.
- «Смерть среди айсбергов» (англ. Orca) — драматический фильм ужасов режиссёра Майкла Андерсона, 1976 год.
- «Освободите Вилли» — семейный фильм о косатке по кличке Вилли и её друге мальчике Джесси. Трилогия (1993—1997).
- «Стая» (нем. Der Schwarm) — научно-фантастический роман немецкого писателя Франка Шетцинга (2003 год).
- «Ржавчина и кость» (фр. De rouille et d’os) — драма Жака Одиара о дрессировщице косаток Стефани, 2012 год.
- «Освободите Виллзиака» — эпизод 913 (№ 138) сериала «Южный Парк», 2005 год.
- «Чёрный плавник» — документальный фильм Gabriela Cowperthwaite, 2013 год.